# Tessy-sur-Vire

Tessy-sur-Vire este o comună în departamentul Manche, Franța. În 1 ianuarie 2018 avea o populație de 1.425 de locuitori.